# 4-те тисячоліття до н. е.

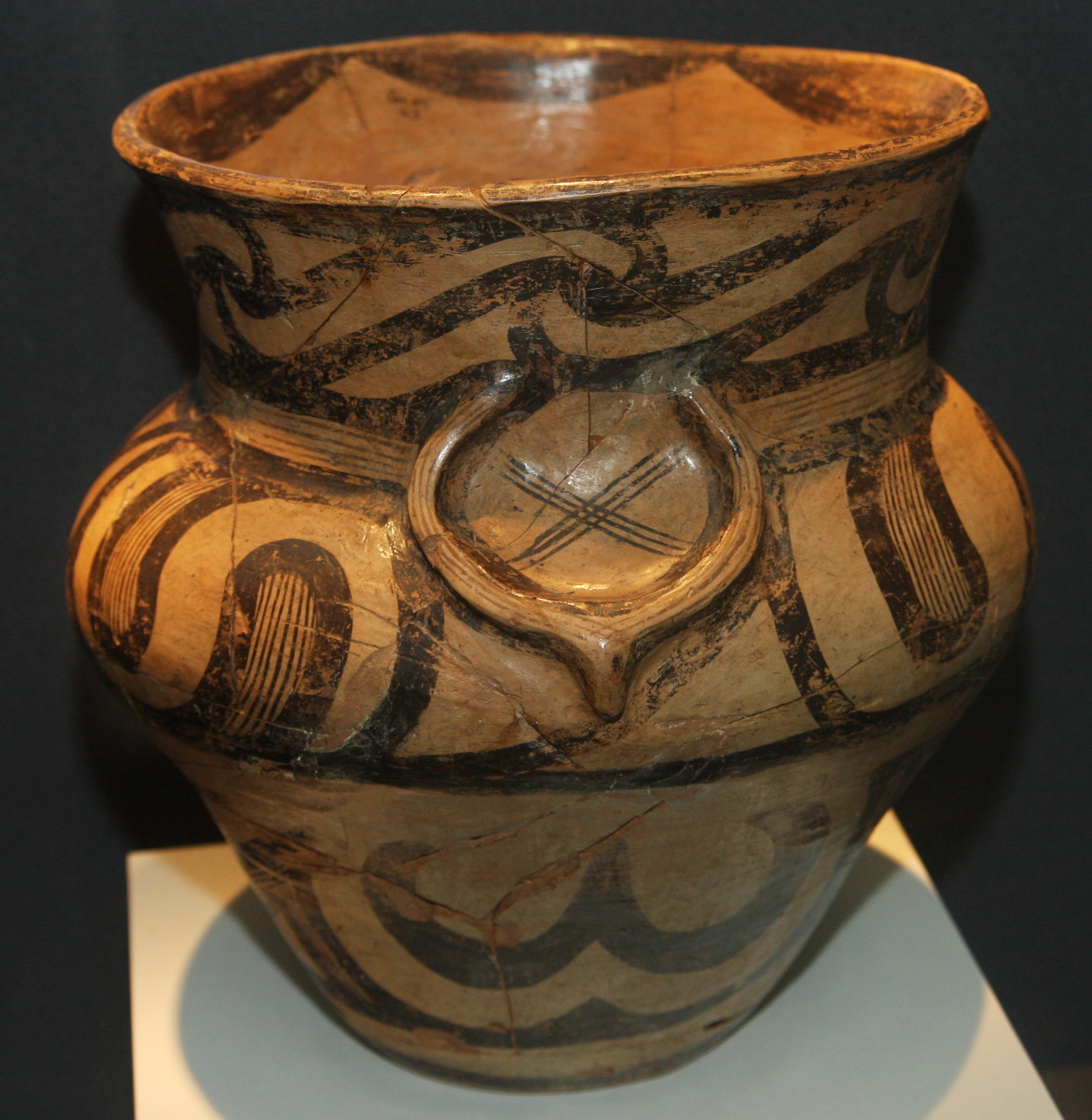
Трипільська кераміка

Четверте тисячоліття до н. е. (IV) — часовий проміжок з 4000 до 3001 року до н. е. В цей період відбулись істотні зміни в людській культурі, зокрема такі як початок бронзової доби та винайдення писемності.

## Події

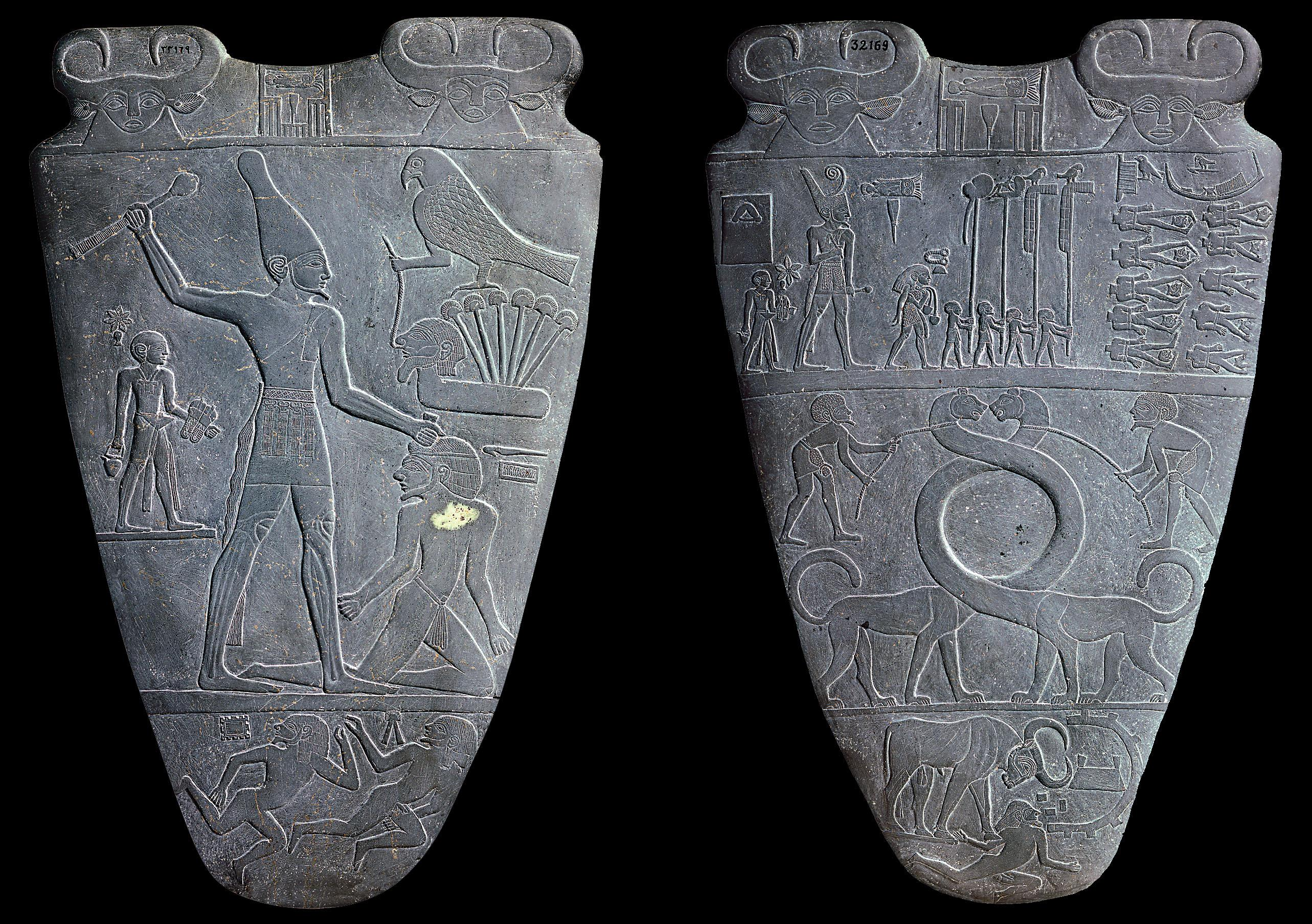
Палета фараона Нармера, що зображує об'єднання Єгипту

- 4000 до н. е. — 3100 до н. е. — період Урук в Межиріччі, становлення перших міст-держав.
- 3900 до н. е. — Посуха 3900 року до н. е. — найінтенсивніше опустелення епохи Голоцену. Вона, ймовірно, стала початковою подією перетворення степів північної Африки на пустелю Сахару та викликала всесвітню міграцію в долини річок, наприклад, з центральної Північної Африки в долину Нілу та у Межиріччі до долин річок Тигр і Євфрат. Зростання концентрації населення посприяло зародженню цивілізацій[1].
- Бл. 3600 до н. е. — початок будівництва мегалітичних храмів на острові Мальта[2].
- перша половина тисячоліття — басейнова система зрошування в Єгипті.
- середина тисячоліття — початкова фаза будівництва Стоунхенджа.
- друга половина тисячоліття — виникнення єдиних верхньоєгипетського та нижньоєгипетського царств.
- 3300 до н. е. — 2600 до н. е. — Рання Хараппська фаза Індської цивілізації[3]
- кінець тисячоліття — об'єднання Єгипту під владою Верхнього Єгипту.
- Предки інуїт переходять через Берингову протоку з Азії в Аляску.
- Початок використання пломбування.
- Розпад дравідійських мов.
- У Китаї на узбережжі Жовтого моря розвивається культура Давенькоу. Основні заняття — рибальство, тваринництво та рослинництво.

## Археологічні культури

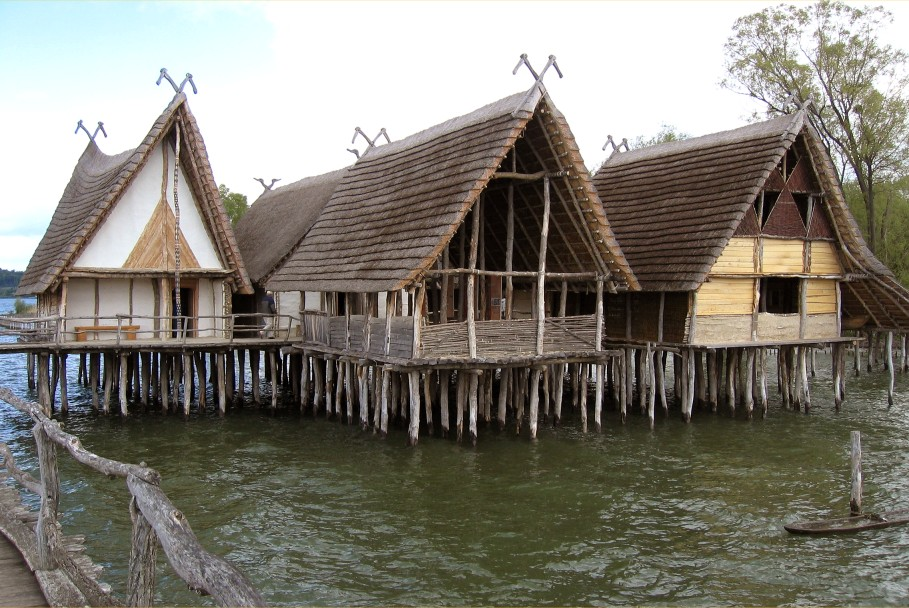
Реконструкція пальових жител періоду пізнього неоліту

- 4000 до н. е. — 3500 до н.е. — Амратська культура (Накада І) в додинастичному Верхньому Єгипті[4].
- Виникнення трипільської культури на теренах України і Молдови (Бессарабії) (4—2 тисячоліття до н. е.).
- 3500 до н. е. — 3500 до н.е. — Герзейська культура (Накада ІІ) в додинастичному Єгипті[4].
- 3500 до н. е. — 2500 до н.е. — Усатівська культура поширена між Південним Бугом і Дунаєм на території південної України, Молдови і Румунії[5].
- Злиття східної Культури лінійно-стрічкової кераміки та лісової неолітичної культури Ертебелле в культуру лійчастого посуду.
- Поширення західноєвропейської мегалітичної культури в Центральній Європі (пор.: Міхельсберзька культура, Культура Вальтернінбург-Бернбург, Вартберзька культура) і врешті злиття з культурою лійчастого посуду.
- Поширення поселень на болотистих ґрунтах до берегів північноальпійських озер.
- Ямна культура поширена в Східній Європі від Уралу до середнього Дунаю.

## Винаходи, відкриття

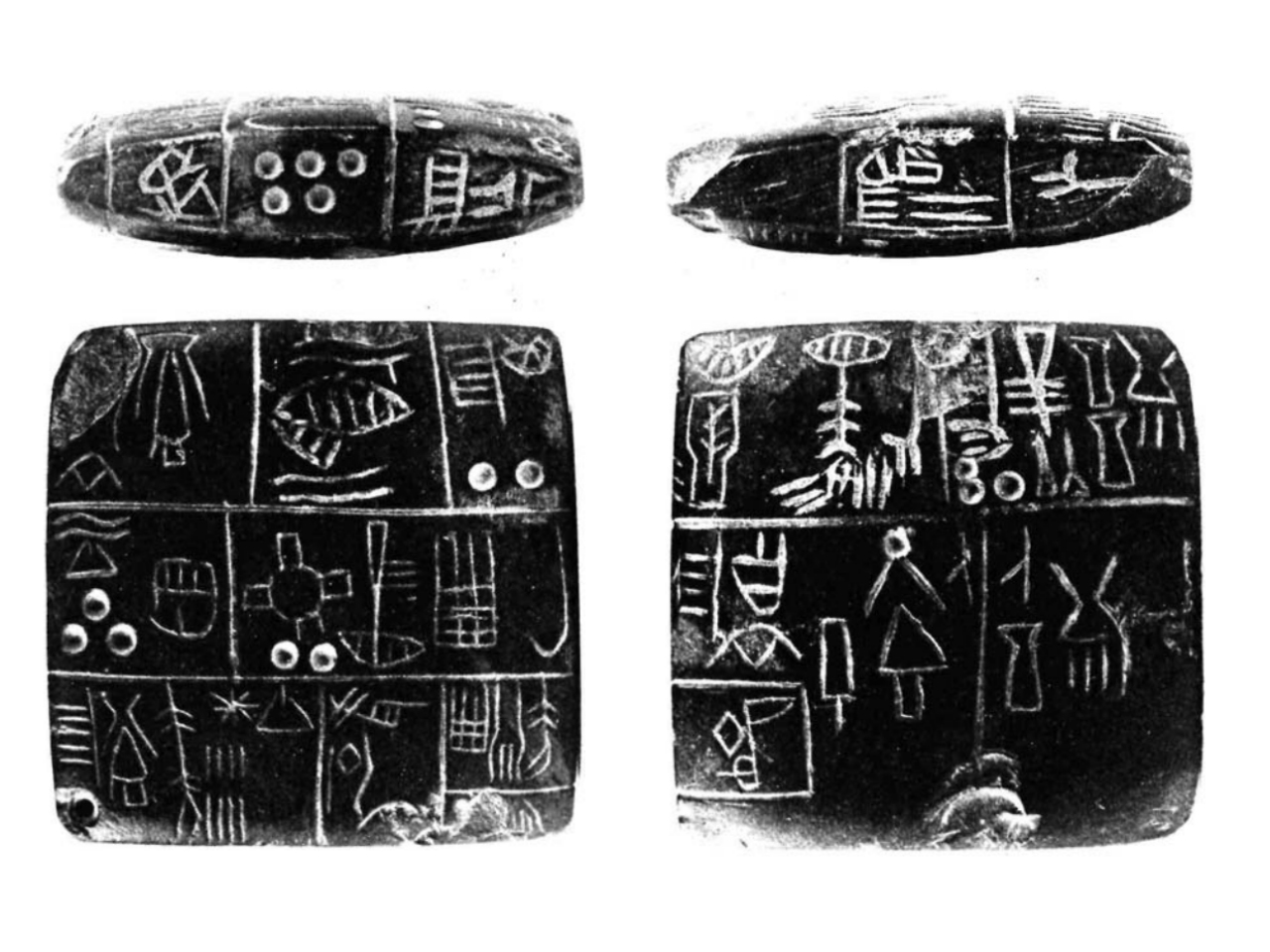
Табличка з міста Кіш

- Бл. 4000 до н. е. — винайдення гончарного круга в Межиріччі[6].
- Бл. 4000 до н. е. — приручення коней у причорноморських степах сучасної України представниками середньостогівської культури (Деріївський могильник, Кіровоградська область)[7].
- Бл. 4000 до н. е. — одомашнення віслюка в Єгипті. Спочатку на них полювали, потім зрозуміли, що можна використовувати для перевезення речей та експлуатації як тяглових тварин на роботах.
- 38 століття до н.е.:
  - Винайдення пензлевого малярства в Китаї.
- Бл. 3630 до н. е. — найдавніші зразки шовкової тканини, культура Яншао, провінція Хенань, Китай[8].
- Бл. 3500 до н. е. — поява писемності в Межиріччі (написи на табличці з міста Кіш, виконані примітивними клинописними знаками для господарських записів)[9].
- Бл. 3200 до н. е. — приручення домашніх курей в Індії.
- Бл. 3100 до н. е. — поява ієрогліфічного письма в Єгипті (скоріше всього, ідея щось записувати прийшла з торговцями з Палестини, а єгиптяни створили свою систему).
- Бл. 3000 до н. е. — початок розведення устриць в Стародавньому Китаї.
- У Єгипті і Межиріччі починають систематично використовувати лляну тканину. Можливо, обробка льону почалася ще в 5 тисячолітті до н. е..
- Перше використання колеса як транспортного засобу.

## Міфічні події
- 3761 до н. е. — дата створення світу за єврейським календарем.
- 13 серпня 3114 до н. е. — дата створення світу за календарем мая.
- Опівночі 23 січня 3102 до н. е. почалася Калі Юґа.

## Століття
- XL століття до н. е.
- XXXIX століття до н. е.
- XXXVIII століття до н. е.
- XXXVII століття до н. е.
- XXXVI століття до н. е.
- XXXV століття до н. е.
- XXXIV століття до н. е.
- XXXIII століття до н. е.
- XXXII століття до н. е.
- XXXI століття до н. е.